# Super Extra Gravity
Albums de The Cardigans
Long Gone Before Daylight
(2003) Best Of
(2008)
Super Extra Gravity est le sixième album studio du groupe de pop rock suédois The Cardigans, sorti en Allemagne et en Irlande le 14 octobre 2005. 

## Liste des pistes
| No  | Titre                                               | Durée |
| --- | --------------------------------------------------- | ----- |
| 1.  | Losing a Friend                                     | 3:44  |
| 2.  | Godspell                                            | 3:29  |
| 3.  | Drip Drop Teardrop                                  | 3:15  |
| 4.  | Overload                                            | 3:18  |
| 5.  | I Need Some Fine Wine and You, You Need to Be Nicer | 3:33  |
| 6.  | Don't Blame Your Daughter (Diamonds)                | 3:37  |
| 7.  | Little Black Cloud                                  | 3:26  |
| 8.  | In the Round                                        | 4:17  |
| 9.  | Holy Love                                           | 4:07  |
| 10. | Good Morning Joan                                   | 3:37  |
| 11. | And Then You Kissed Me II                           | 4:01  |
| 12. | Bonus Tracks (UK bonus track)                       | 0:22  |
| 13. | Give Me Your Eyes (UK bonus track)                  | 3:23  |
| 14. | Slow (UK bonus track)                               | 4:03  |
| 15. | Slowdown Town (France et Japon bonus track)         |       |